# Thorpe Cup
Thorpe Cup är en årlig internationell tio- och sjukampstävling mellan USA och Tyskland. 
Den första upplagan arrangerades i Aachen år 1993. Sedan år 2009 har tävlingarna arrangerats vid Georg-Gaßmann-Stadion i Marburg. Tävlingen är uppkallad efter den berömda olympiern Jim Thorpe. 
Tom Pappas innehar för närvarande tävlingsrekordet i tiokamp med 8569 poäng, satt vid 2009 års tävling.

### Fotnoter
1. ↑  Fuchs, Christian (9 augusti 2009). ”Tom Pappas in Marburg mit 8.569 Punkten stark”. leichtathletik.de. http://www.leichtathletik.de/index.php?NavID=122&SiteID=28&NewsID=23807. (tyska)
2. ↑  ”Tom Pappas erreicht mit 8569 Punkten Platz zwei der aktuellen Weltrangliste im Zehnkampf”. marburg.de. 12 augusti 2009. http://www.marburg.de/detail/84847. (tyska)